# Flamengo TV
Flamengo TV é o canal oficial do Flamengo no YouTube.
Primeiro canal oficial de um clube de futebol no Brasil, a FlaTV ocupa, desde 2020, a terceira posição entre os canais oficiais de clubes de futebol no número de inscritos no YouTube, atrás apenas dos canais do Barcelona e do Real Madrid, respectivamente.

## Histórico
O projeto do canal oficial iniciou-se em 2006, à época intitulado "TV Fla". A versão beta da TV Fla, a primeira TV pela internet do Clube de Regatas do Flamengo, foi lançada no dia 5 de janeiro de 2008. A festa de lançamento aconteceu no dia 17 de janeiro de 2008 e o primeiro conteúdo exclusivo foi ao ar no dia 1 de março.

### Parcerias com a Esporte Interativo e com o Premiere FC
Em 2012, o Esporte Interativo anunciou uma parceria com o Flamengo para retransmitir o conteúdo da TV Fla, durante sua programação. O projeto abrangia um programa de TV, que era veiculado todas as terças, às 20 horas, na Esporte Interativo, bem como a veiculação de conteúdo exclusivo no site oficial e no canal oficial do clube no YouTube. Foi nesse programa, por exemplo, que foi exibida uma entrevista exclusiva com Ronaldinho Gaúcho, onde ele contou como é a sua relação com o Flamengo, com a Nação Rubro-negra e com os atletas mais jovens do elenco.
Em agosto de 2013, o Flamengo acertou uma parceria com o canal por assinatura Premiere Futebol Clube, para a criação de conteúdos exclusivos do time carioca, como bastidores do futebol, reportagens sobre os esportes olímpicos e entrevistas com personagens do clube. Toda edição inédita do programa antecedia os jogos do Flamengo, no sábado ou no domingo, e durante a semana eram exibidas reprises do conteúdo.

### Mudança de nome e nova identidade
Até meados de 2015, a TV Fla no YouTube possuía apenas 58 mil inscritos, o que na época a deixava como 5.º maior canal de clubes do Brasil, atrás de Corinthians, São Paulo, Santos e Palmeiras.
Em 13 de agosto de 2015, Antonio Tabet foi apresentado como novo VP de Comunicação do Flamengo, iniciando o processo de manutenção e melhorias no canal do clube. A Soccer Media, empresa especializada em conteúdos de TV de clubes, foi contratada, e a TV Fla muda então para FlaTV.
Em 19 de julho de 2017, já com uma novo nome e identidade, a FlaTV tornou-se o maior canal de clubes das Américas, ultrapassando a TV Palmeiras e fechando o mês com 632 287 inscritos.

### Parceria com o Globoplay
Em 2023, a FlaTV firmou parceria com o Globoplay. Com isso, assinantes de uma ou outra plataforma passaram a poder assinar a outra plataforma com desconto.

### Nova mudança de nome
Em 17 de março de 2025, o Flamengo anunciou nova mudança do nome do canal oficial do YouTube para Flamengo TV e o slogan para "A Mais Querida" — já que o Flamengo possui a alcunha de "O Mais Querido". A reestreia do canal aconteceu no própria dia do anúncio, às 20 horas e 30 minutos com o sorteio da fase de grupos da Copa Libertadores da América de 2025, ao vivo.
| “ | Sempre tive um conceito de que o Flamengo fosse como a Disney, um parque de diversões, e que inclusive tivesse um time de futebol. Todo mundo tem um fascínio nos jogos entre três e quatro dias, mas eu tenho um conceito básico de que você pode levar um pouco desse mundo de uma maneira um pouco mais estruturada. A Flamengo TV já nasce sendo a mais querida porque é um desejo de 45 milhões de torcedores. | ” |
| — Luiz Eduardo Baptista, o Bap, presidente do Flamengo, durante o lançamento da Flamengo TV, em entrevista, a própria Flamengo TV, | |   |

## Destaques
Em junho de 2020, o canal bateu recorde mundial ao atingir a maior transmissão esportiva do YouTube até então, com 2,1 milhões de visualizações simultâneas, com a transmissão do jogo entre Flamengo e Boavista. Outro recorde atingido com essa mesma transmissão foi a de "maior audiência de um jogo online em uma única rede social".

### Alvo de ataques de hackers
Em 27 de junho de 2022, o canal sofreu um ataque hacker. Após a invasão, todo o conteúdo do canal foi apagado e iniciou-se uma transmissão ao vivo intitulada “THE MOST GLOBAL CONFERENCE With Michael Saylor! Microstrategy June 2022!” e que promovia um golpe com criptomoedas. Logo depois, por questões de segurança da plataforma, o canal ficou temporariamente fora do ar. No dia seguinte, o clube informou que conseguiu recuperar o acesso e que "não houve nenhum prejuízo financeiro e nenhuma perda de conteúdo".
Em 25 de julho de 2022, o canal sofreu novo ataque, e apresentou uma live do empresário Elon Musk.

## Prêmios e indicações
| Ano  | Prêmio                                     | Categoria                          | Resultado | Ref.   |
| ---- | ------------------------------------------ | ---------------------------------- | --------- | ------ |
| 2022 | Prêmio "Confut + Galdino&Coelho Advogados" | Melhor TV de Clubes Sul-Americanos | Finalista | [ 21 ] |